# PSR J1719-1438 b
 (décembre 2014).
Si vous disposez d'ouvrages ou d'articles de référence ou si vous connaissez des sites web de qualité traitant du thème abordé ici, merci de compléter l'article en donnant les références utiles à sa vérifiabilité et en les liant à la section « Notes et références ».
PSR J1719-1438 b, aussi connue comme PSR J1719-14 b, est une planète extrasolaire confirmée,.
Détectée grâce au radiotélescope de l'observatoire de Parkes en Nouvelle-Galles du Sud (Australie), sa découverte par chronométrie du pulsar (en anglais : pulsar timing) a été annoncée en 2011.
PSR J1719-1438 b est une planète de pulsar en orbite autour de PSR J1719-1438, un pulsar milliseconde de 1,4 masse solaire et d'une période de rotation de 5,7 ms (un peu plus de 175 tours par seconde) situé à une distance d'environ 4 000 années-lumière (1 200 ± 300 parsecs) du Soleil[réf. nécessaire], dans la direction de la constellation du Serpent.
D'après la base de données NASA Exoplanet Archive, PSR J1719-1438 b est (au 1er février 2015) l'exoplanète confirmée dont la période de révolution est la plus courte : elle parcourt son orbite en environ 2,17 heures (0,090 706 293 ± 0,000 000 002 jour) à une distance d'environ 60 000 kilomètres (0,000 4 unité astronomique) de PSR J1719-1438.

## Nature physique
Le rayon de cet astre ne peut être supérieur à 42 000 km, le rayon du lobe de Roche, car la matière située au-delà de ce rayon serait accrétée par le pulsar sous l'effet des forces de marée très puissantes de ce dernier, à la fois très massif et très proche. Avec une masse d'au moins 1,2 MJ[réf. nécessaire], la masse volumique de PSR J1719-1438 b est par conséquent d'au moins 23 g·cm-3.
La nature de cet objet demeure indéterminée à ce jour, sa masse volumique apparente étant bien trop faible pour de la matière dégénérée, typiquement de l'ordre de 100 à 100 000 kg/cm3 dans le cas d'une naine blanche.
Selon l'hypothèse la plus probable, le compagnon du pulsar était à l'origine une étoile de la séquence principale qui a fini sa vie comme géante rouge puis naine blanche. L'essentiel de la masse de cette dernière aurait alors été accrétée par le pulsar, ne laissant qu'un cœur de matière non dégénérée ; dans la mesure où la naine blanche initiale devait être constituée essentiellement de carbone et d'oxygène, eux-mêmes produits par fusion de l'hélium par la réaction triple alpha au sein de l'étoile à la fin de sa vie, on pense que l'objet PSR J1719-1438 b est constitué essentiellement de carbone, peut-être cristallisé sous forme diamant, avec une proportion inconnue d'oxygène en surface, ce qui rendrait compte de l'ordre de grandeur de la masse volumique estimée pour cet astre.
Cette découverte a été popularisée dans la presse comme « planète de diamant »,,.